# Max Poll
Max Fernand Leon Poll (Ruisbroek, 21 luglio 1908 – Uccle, 13 marzo 1991) è stato un ittiologo belga specializzato nei Ciclidi.
Negli anni 1946 e 1947 organizzò una spedizione al Lago Tanganica.
Ha descritto diverse specie di Pseudocrenilabrinae, come Lamprologus signatus, Steatocranus casuarius, Neolamprologus brichardi e Neolamprologus pulcher. Ha inoltre descritto la tribù Haplochromini.
Da lui prendono il nome specie e taxa come Etmopterus polli Bigelow, Schroeder & Springer, 1953, Merluccius polli Cadenat, 1950, Pollichthys Gray, 1959, Polyipnus polli Schultz, 1961, Microsynodontis polli Lambert, 1958, e Synodontis polli Gosse, 1982.
È stato membro della Royal Academies for Science and the Arts of Belgium, professore all'Université Libre de Bruxelles e restauratore al Musée Royal du Congo Belge a Tervuren. Era inoltre membro onorario dell'American Society of Ichthyologists and Herpetologists .